# 駐波蘭臺北代表處
52°14′01″N 21°00′09″E / 52.233680°N 21.002456°E
駐波蘭臺北代表處（波蘭語：Biuro Przedstawicielskie Tajpej w Polsce），簡稱駐波蘭代表處，是中華民國在波蘭設置的駐外代表處。
代表處負責推動臺灣與波蘭之間的雙邊關係，和促進貿易、投資、旅遊、科技合作、文化交流。並分為業務組、經濟組及教育組。還具有辦理護照、簽證、文件證明、僑民服務、旅外國人急難救助等功能，等同邦交國的大使館。
波蘭政府派駐臺灣的代表機構則是波蘭臺北辦事處（波蘭語：Biuro Polskie w Tajpej）。

## 歷史
1992年7月，兩國達成協議將互相在首都設立辦事處。
1992年12月17日，「駐波蘭臺北經濟文化辦事處」（Taipei Economic and Cultural Office in Poland）設立。
2018年8月1日，「駐波蘭臺北經濟文化辦事處」更名為「駐波蘭臺北代表處」（Taipei Representative Office）。
2020年10月16日，考量波蘭新型冠狀病毒肺炎疫情不穩定，領務櫃台暫時關閉14天。
2022年2月25日，俄羅斯入侵烏克蘭戰爭爆發後，對烏克蘭相關事務原由駐莫斯科代表處兼轄，改為由駐莫斯科代表處與駐波蘭代表處共同兼轄。其後，駐莫斯科代表處僅兼轄烏克蘭領務。

## 歷任代表
| 姓名                    | 圖像 | 任期                         | 備註                     |
| ----------------------- | ---- | ---------------------------- | ------------------------ |
| 吳慶堂                  |      | 1992年12月－1992年~1998年2月 |                          |
| 黃新壁 HUANG,Hsin-pi    |      | 1992年~1998年2月－2001年1月  |                          |
| 劉祥璞 LIU, Hsiang-pu   |      | 2001年2月－2005年1月         |                          |
| 鄧祖琳 Teng, Tsu-Lin    |      | 2005年1月－2008年3月         | 陸軍二級上將             |
| 劉宜民 Yi-min LIU       |      | 2008年6月－2012年10月        |                          |
| 江國強 Jack K.C. CHIANG |      | 2012年10月－2015年7月        | 此前為駐舊金山辦事處處長 |
| 陳銘政 Henry M. J. CHEN |      | 2015年7月－2017年9月         |                          |
| 施文斌                  |      | 2017年9月－2021年3月         |                          |
| 陳龍錦                  |      | 2021年3月－2023年7月         |                          |
| 吳尚年                  |      | 2023年8月－2024年8月         |                          |
| 劉永健                  |      | 2024年12月－                 |                          |

## 外部連結
駐波蘭臺北代表處 （页面存档备份，存于）